# Bacchus (planetoïde)
(2063) Bacchus (of 1977 HB) is een planetoïde van de Apollo-groep. Bacchus heeft voor een planetoïde een bijzonder langgerekte vorm: zijn grootte is 1,11 x 0,53 x 0,50 kilometer, gemiddeld 1,0 kilometer. Hij heeft geen maan. Verder kruist hij de baan van de planeten Venus, Aarde en Mars. Zijn perihelium is 0,701 AE en zijn aphelium 1,455 AE. Gemiddeld staat hij 1,078 AE van de zon vandaan.